# Rio Criva (Bahluieţ)
O Rio Criva (Bahluieţ) é um rio da Romênia, afluente do Bahluieţ, localizado no distrito de Iaşi.